# 1667 год
1667 (ты́сяча шестьсо́т шестьдеся́т седьмо́й) год  по григорианскому календарю — невисокосный год, начинающийся в субботу. Это 1667 год нашей эры, 7‑й год 7‑го десятилетия XVII века 2‑го тысячелетия, 8‑й год 1660‑х годов. Он закончился 358 лет назад.
| Пн | Вт | Ср | Чт | Пт | Сб | Вс |
|    |    |    |    |    | 1  | 2  |
| 3  | 4  | 5  | 6  | 7  | 8  | 9  |
| 10 | 11 | 12 | 13 | 14 | 15 | 16 |
| 17 | 18 | 19 | 20 | 21 | 22 | 23 |
| 24 | 25 | 26 | 27 | 28 | 29 | 30 |
| 31 |    |    |    |    |    |    |

| Пн | Вт | Ср | Чт | Пт | Сб | Вс |
|    | 1  | 2  | 3  | 4  | 5  | 6  |
| 7  | 8  | 9  | 10 | 11 | 12 | 13 |
| 14 | 15 | 16 | 17 | 18 | 19 | 20 |
| 21 | 22 | 23 | 24 | 25 | 26 | 27 |
| 28 |    |    |    |    |    |    |

| Пн | Вт | Ср | Чт | Пт | Сб | Вс |
|    | 1  | 2  | 3  | 4  | 5  | 6  |
| 7  | 8  | 9  | 10 | 11 | 12 | 13 |
| 14 | 15 | 16 | 17 | 18 | 19 | 20 |
| 21 | 22 | 23 | 24 | 25 | 26 | 27 |
| 28 | 29 | 30 | 31 |    |    |    |

| Пн | Вт | Ср | Чт | Пт | Сб | Вс |
|    |    |    |    | 1  | 2  | 3  |
| 4  | 5  | 6  | 7  | 8  | 9  | 10 |
| 11 | 12 | 13 | 14 | 15 | 16 | 17 |
| 18 | 19 | 20 | 21 | 22 | 23 | 24 |
| 25 | 26 | 27 | 28 | 29 | 30 |    |

| Пн | Вт | Ср | Чт | Пт | Сб | Вс |
|    |    |    |    |    |    | 1  |
| 2  | 3  | 4  | 5  | 6  | 7  | 8  |
| 9  | 10 | 11 | 12 | 13 | 14 | 15 |
| 16 | 17 | 18 | 19 | 20 | 21 | 22 |
| 23 | 24 | 25 | 26 | 27 | 28 | 29 |
| 30 | 31 |    |    |    |    |    |

| Пн | Вт | Ср | Чт | Пт | Сб | Вс |
|    |    | 1  | 2  | 3  | 4  | 5  |
| 6  | 7  | 8  | 9  | 10 | 11 | 12 |
| 13 | 14 | 15 | 16 | 17 | 18 | 19 |
| 20 | 21 | 22 | 23 | 24 | 25 | 26 |
| 27 | 28 | 29 | 30 |    |    |    |

| Пн | Вт | Ср | Чт | Пт | Сб | Вс |
|    |    |    |    | 1  | 2  | 3  |
| 4  | 5  | 6  | 7  | 8  | 9  | 10 |
| 11 | 12 | 13 | 14 | 15 | 16 | 17 |
| 18 | 19 | 20 | 21 | 22 | 23 | 24 |
| 25 | 26 | 27 | 28 | 29 | 30 | 31 |

| Пн | Вт | Ср | Чт | Пт | Сб | Вс |
| 1  | 2  | 3  | 4  | 5  | 6  | 7  |
| 8  | 9  | 10 | 11 | 12 | 13 | 14 |
| 15 | 16 | 17 | 18 | 19 | 20 | 21 |
| 22 | 23 | 24 | 25 | 26 | 27 | 28 |
| 29 | 30 | 31 |    |    |    |    |

| Пн | Вт | Ср | Чт | Пт | Сб | Вс |
|    |    |    | 1  | 2  | 3  | 4  |
| 5  | 6  | 7  | 8  | 9  | 10 | 11 |
| 12 | 13 | 14 | 15 | 16 | 17 | 18 |
| 19 | 20 | 21 | 22 | 23 | 24 | 25 |
| 26 | 27 | 28 | 29 | 30 |    |    |

| Пн | Вт | Ср | Чт | Пт | Сб | Вс |
|    |    |    |    |    | 1  | 2  |
| 3  | 4  | 5  | 6  | 7  | 8  | 9  |
| 10 | 11 | 12 | 13 | 14 | 15 | 16 |
| 17 | 18 | 19 | 20 | 21 | 22 | 23 |
| 24 | 25 | 26 | 27 | 28 | 29 | 30 |
| 31 |    |    |    |    |    |    |

| Пн | Вт | Ср | Чт | Пт | Сб | Вс |
|    | 1  | 2  | 3  | 4  | 5  | 6  |
| 7  | 8  | 9  | 10 | 11 | 12 | 13 |
| 14 | 15 | 16 | 17 | 18 | 19 | 20 |
| 21 | 22 | 23 | 24 | 25 | 26 | 27 |
| 28 | 29 | 30 |    |    |    |    |

| Пн | Вт | Ср | Чт | Пт | Сб | Вс |
|    |    |    | 1  | 2  | 3  | 4  |
| 5  | 6  | 7  | 8  | 9  | 10 | 11 |
| 12 | 13 | 14 | 15 | 16 | 17 | 18 |
| 19 | 20 | 21 | 22 | 23 | 24 | 25 |
| 26 | 27 | 28 | 29 | 30 | 31 |    |

## События
- 1618—1683 — маньчжурское завоевание Китая. Процесс распространения власти маньчжурской империи Цин на территорию, принадлежавшую китайской империи Мин[1].
- 1640—1668 — Война за независимость Португалии. Серия народных волнений, конфликтов и военных действий, направленных на восстановление Португалией независимости от испанской короны[2].
  - 1662—1668 — английская экспедиция в Португалию[3].
- 1645—1669 — Критская война. Война Османской империи с Венецианской республикой за богатое заморское владение Венеции остров Крит[4].
- 1665—1667 — закончилась Вторая англо-голландская война[5].
  - 20 мая — морское сражение у Невиса[6].
  - 9 (19)—14 (24) июня — рейд на Медуэй[7].
  - 30 июня—7 июля — морское сражение у Мартиники[8].
  - 31 июля — заключён мир под Бредой[9].
  - 22 сентября — взятие Кайенны[10].
  - Англия получила Новый Амстердам, Нидерланды — Суринам и Пуло-Ран (Молуккские острова). Условия «Навигационного акта» несколько смягчены.

- 1666—1671 — Польско-казацко-татарская война. Боевые действия на Украине между Речью Посполитой и Османской империей (в реальности — между Гетманщиной и Крымским ханством)[11].
- 1667—1668 — началась Деволюционная война («деволюция» — термин фламандского наследственного права) Франции против Испании, Нидерландов, Швеции и Англии[12].
  - 11—28 августа — осада Лилля[13].
- Канцлер Англии Эдвард Хайд уволен в отставку и отправлен в изгнание.
- «Вечный эдикт» в Нидерландах установил несовместимость звания штатгальтера с высшим военным командованием. Офицеры-дворяне заменены командирами из буржуа.
- Резкое повышение таможенных тарифов для ввоза товаров во Францию.
- Победа кайситов над турками и йеменитами и возвращение их к власти в Ливане.
- Нидерландцы отнимают Суринам (Гвиану) у Англии.

## Русское государство
Царствование: 1645—1676 — Алексей Михайлович
- 1654—1667 — окончание Русско—польской войны[14].
  - 9 февраля — Андрусовское перемирие на 13,5 лет между Речью Посполитой и Россией, которая удержала Смоленск с окружающей территорией и Левобережную Украину. Киев передан во владение России на 2 года. Стороны обязались совместно выступить против Османской империи[15].
  - Борисоглебов (сов. Даугавпилс) по Андрусовскому перемирию вновь отходит к Речи Посполитой и городу возвращено название Динабург[16].
- 1666—1671 — Польско-казацко-татарская война:
  - 6—16 октября — битва под Подгайцами[17].
- 1666—1667 — проходит Большой Московский собор, известный как «собор, осудивший Никона» с участием патриархов Антиохийского Макария и Александрийского Паисия. Главной целью Собора было ослабить раскол в православной церкви. Никон был низложен, лишён священства и сослан как простой монах в Ферапонтов монастырь[18].
  - Учреждены Белгородская и Обоянская епархия (с 1787 года Белгородская и Курская)[19].
  - Протопоп Аввакум сослан в Пустозерск.
- 1667—1676 — началось Соловецкое восстание[20].
  - Насельники Соловецкого монастыря отказываются принять новые богослужебные правила и реформы патриарха Никона[20].
  - В Соловецкий монастырь новый архимандрит Иосиф, но назначение результата не дало[20].
- 1667—1669 — начался поход казаков с Дона "за зипунами" (добычей) на Волгу, Яик и в Каспийское море под руководством Степана Разина[21].
- Октябрь — Юрий Богданович Хмельницкий арестованный в 1664 году, освобождён после принесения присяги "заднепровским" казакам во главе с гетманом П.Д. Дорошенко на верность Речи Посполитой. После освобождения жил в Чигирине и вотчине Суботов близ города. Поминал на ектинии польского короля, на проскомидии — русского царя[22].
- Декабрь — Ю.Б. Хмельницкий подвергся русской вербовке. Обещал сообщать о "всяких тайных вестях" русскому воеводе в Киеве и убедить Дорошенко отказаться от протурецкой внешнеполитической ориентации[22].
- Договор русского правительства с армянской торговой компанией на торговлю иранским шелком.
- Подписание договора между Россией и Сефевидским государством.
- Принятие Новоторгового устава, который ограничил права иностранных купцов в России[23].
- Ордин-Нащокин А.Л. руководил составлением Новоторгового устава[24].
- Ордин-Нащокин А.Л., для укрепления русско-персидских торговых отношений заключил договор с Армянской торговой компанией о транзите шёлка-сырца из Персии в Европу через территорию Русского государства (из Астрахани в Архангельск)[24].
- Ордин-Нащокин А.Л. выдвинул идею создания русского торгового и военного флота. Способствовал строительству верфи в селе Дединово (сов. Луховицкий р-н, Московской обл.) на р. Ока[24].
  - 1667—1669 — на верфи в Дединово был построен первый русский военный парусный корабль "Орёл"[24].
- Конец года — под руководством Годунова Петра Ивановича составлен широко известный "Чертёж" Сибири (не путать с картами Семёна Ремизова 1698 года) с текстами, реально отразивший гидрографическую сеть Сибири и Дальнего Востока, области расселения племён, расположение городов, крепостей. Копия карты была тайно приобретена шведским послом в Москве Э. Пальмквистом и издана в Швеции в 1669 году. Стала ценным вкладом в европейскую географичкескую науку)[25].
- В Тобольске произошло выступление служилых и посадских людей против воеводской власти (см. 1622 и 1632)[26].
- Кузнецкий острог отразил нападение киргизов, томских и кузнецких татар, телеутов и джунгаров[27].
- Пожалован печатником: Иванов Алмаз Иванович[28].
- Пожалование Думным дворянином: Лопухин Ларион Дмитриевич, Нащокин Богдан Иванович[29].
- Пожалованы боярством: Ордин-Нащокин Афанасий Лаврентьевич[24], Хитрово Богдан Матвеевич (не позднее 3 (13) сентября)[30].
- Местничество: Лопатин Василий, Бороздин Андрей, князь Кропоткин Данила Петрович, Свиязев Дмитрий с товарищи против Званский Алексей с товарищи (1667-1668)[31].
- Одоевская Марфа Яковлевна, дочь боярина Одоевского Якова Никитича, с этого года жена Черкасского Михаила Яковлевича[32].
- Стали модными: западноевропейская одежда, танцы (полонез, мазурка), иностранные языки (В Государстве Российском)[источник не указан 2015 дней]

### Города и поселения
- В Коломенском начато строительство (с использованием дворца Ивана Грозного. ум. 1584) большого деревянного дворца Алексея Михайловича (основные работы закончились в 1670 году. Мастера: С. Петров, И. Михайлов с "товарищи". Однако и позже к дворцу пристраивались новые помещения)[33].
- Основано "ясачное зимовье" (сов. г. Дудинка). Здесь служилые люди собирали с местного населения — ясак[34].
- Реконструировался Енисейский острог (сов. Енисейск)[35].
- Приказчиком Пышминской слободы С.М. Будаковым основан Камышевский острог (сов. г. Камышлов)[36].

### Руководители приказов
| Года      | Приказ                  | Ф,И,О главы                         | Примечания  |
| --------- | ----------------------- | ----------------------------------- | ----------- |
| 1654—1680 | Оружейная палата        | Хитрово Богдан Матвеевич            |             |
| 1664—1680 | Большого дворца         | Хитрово Богдан Матвеевич            |             |
| 1664—1680 | Судный дворцовый приказ | Хитрово Богдан Матвеевич            |             |
| 1667—1671 | Посольский приказ       | Ордин-Нащокин Афанасий Лаврентьевич |             |
| 1667—1669 | Малороссийский приказ   | Ордин-Нащокин Афанасий Лаврентьевич |             |
| 1667—1671 | Владимирская четверть   | Ордин-Нащокин Афанасий Лаврентьевич |             |
| 1667—1671 | Галицкая четверть       | Ордин-Нащокин Афанасий Лаврентьевич |             |
| 1667—1671 | Новгородская четверть   | Ордин-Нащокин Афанасий Лаврентьевич |             |
| 1649-1667 | Аптекарский приказ      | Милославский Илья Данилович         |             |
| 1667-1669 | Аптекарский приказ      | Милославский Иван Михайлович        |             |
| 1653-1667 | Посольский приказ       | Иванов Алмаз Иванович               |             |
| 1654-1669 | Печатный приказ         | Иванов Алмаз Иванович               |             |
| 1663-1670 | Казанского дворца       | Долгоруков Юрий Алексеевич          |             |
| 1666-1670 | Большой казны           | Одоевский Никита Иванович           | Боярин      |
| 1666-1670 | Иноземский приказ       | Одоевский Никита Иванович           | Боярин      |
| 1666-1670 | Рейтарский приказ       | Одоевский Никита Иванович           | Боярин      |
| 1664-1670 | Разрядный приказ        | Башмаков Дементий Минич             | Думный дьяк |

#### Воеводы[42]
| Года      | Город     | Ф,И,О воеводы                | Примечания         |
| --------- | --------- | ---------------------------- | ------------------ |
| 1666-1678 | Арзамас   | Бестужев Григорий Иванович   |                    |
| 1666-1668 | Астрахань | Хилков Иван Андреевич        | Боярин             |
| 1662-1667 | Берёзов   | Давыдов Алексей Петрович     |                    |
| 1667-1670 | Берёзов   | Гагарин Пётр Афанасьевич     |                    |
| 1667-1668 | Боровск   | Карцев Тихомир Фаддеевич     | Рейтарский поручик |
| 1666-1668 | Брянск    | Волконский Андрей Михайлович | Стольник           |
| 1667      | Бежецк    | Сьянов Игнатий Прохорович    |                    |
| 1667      | Белый     | Толстой Богдан               | Смоленская губ.    |
| 1666-1668 | Белгород  | Барятинский Юрий Никитич     | Окольничий         |

## Начало правления
См. также: Список глав государств в 1667 году
- 1667—1669 — Папа Климент IX.

## Наука и искусство
- 12 мая — премьера комедии Мольера «Тартюф» в Версале.

## Родились
См. также: Категория:Родившиеся в 1667 году
- Джонатан Свифт — автор романа «Путешествия Гулливера»
- Фабер, Даниэль Тобиас — немецкий органист, изобретатель клавикорда.

## Скончались
См. также: Категория:Умершие в 1667 году